# ¿Qué le dijiste a Dios?
¿Qué le dijiste a Dios? es una película mexicana de comedia musical del año 2014 dirigida por Teresa Suárez, protagonizada por Mark Tacher, Víctor García, Erika de la Rosa y Mar Contreras. Filmada en la Ciudad de México.

## Trama
Martina y Lupita, dos muchachas de servicio que deciden hacerlo todo por amor, cuando su patrona, Marcela, no las deja ir a una boda en su pueblo. Las dos hermanas le roban ropa y zapatos y huyen al pueblo, donde Lupita buscará impresionar a su novio Pepe, para que finalmente se case con ella. Cuando Marcela descubre el robo, recluta a Marifer, su amiga para ir a buscarlas, recuperar sus cosas y hacer justicia. Así su fin de semana de descanso se convierte en un revelador viaje de peripecias y descubrimientos que cambiarán la vida de todas. ¿Qué le dijiste a Dios? es una divertida comedia que cuenta, al ritmo de canciones de Juan Gabriel, las historias de amor, amistad y traición de estas cuatro mujeres.

## Reparto
- Juan Gabriel participación especial
- Mark Tacher como Santiago
- Erika de la Rosa como Marcela
- Mar Contreras como Marifer
- Víctor García como Pepe
- Olinka Velázquez como Lupita
- Gina Vargas como Martina
- Regina Orozco como Santa
- Amorita Rasgado como Elodia
- Mariela Carusso como Luliana